# Алез
Алез (фр. Alleuze) насеље је и општина у централној Француској у региону Оверња, у департману Кантал која припада префектури Сен Флур.
По подацима из 2011. године у општини је живело 206 становника, а густина насељености је износила 9,02 становника/km². Општина се простире на површини од 22,85 km². Налази се на средњој надморској висини од 870 метара (максималној 1.004 m, а минималној 740 m).

## Демографија
| 1962. | 1968. | 1975. | 1982. | 1990. | 1999. | 2011. |
| ----- | ----- | ----- | ----- | ----- | ----- | ----- |
| 230   | 281   | 259   | 240   | 219   | 193   | 206   |

График промене броја становника у току последњих година